# Sacheon
Sacheon est une ville de la Corée du Sud, dans la province du Gyeongsang du Sud. Elle était jusqu'en septembre 2019 le district de Sacheon. La ville possède donc depuis cette date sa propre aire urbaine qui comptait 222 000 habitants en janvier 2022. Elle est le résultat de :
- Le District de Hadong (44 000 habitants)
- Le District de Namhae (43 000 habitants)
- Sacheon (135 000 habitants)

## Histoire

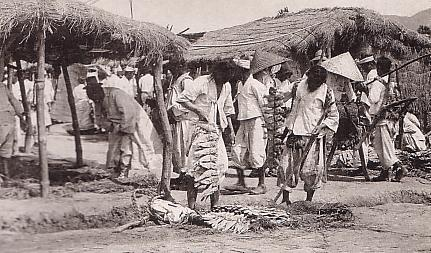
Le marché de Sacheon au temps de la dynastie Joseon

Dans le quartier d'Igeum-dong, les vestiges d'une chefferie datant du Mumun moyen (-700 à -550) ont été retrouvés.
C'est le site de deux batailles navales dans le cadre de la guerre Imjin (1592 à 1598).
En 2024, le gouvernement sud-coréen y établit le siège de sa nouvelle agence spatiale, la KASA.

## Jumelages
- District de Uiryeong (Corée du Sud)
- Jeongeup (Corée du Sud)
- Miyoshi (Japon)